# Négore le lâche
Négore le lâche (titre original : Negore, The Coward) est une nouvelle de l'écrivain américain Jack London, publiée aux États-Unis en 1907. En France, elle a paru pour la première fois en 1914.

## Historique
La nouvelle est publiée dans le recueil L'Amour de la vie en septembre 1907.

## Éditions

### Éditions en anglais
- Negore, The Coward, dans le recueil Love of Life & Others Stories, New York ,The Macmillan Co, septembre 1907.

### Traductions en français
- Négore le lâche, traduction de Paul Wenz, Paris, Nouvelle Revue Française, juin 1914.
- Jack London, L'Amour de la vie, Paris, Gallimard, coll. « 10/18 », 1914, 317 p. (ISBN 2-264-00-819-9).

## Sources
- (en) Jack London's Works by Date of Composition
- http://www.jack-london.fr/bibliographie